# Coupe Memorial 2010
 (février 2022).
Les normes d'accessibilité du Web doivent être respectées sur les articles liés au hockey sur glace.
Les articles possédant ce bandeau sont listés dans la catégorie:Article hockey sur glace non accessible.
Les points d'amélioration suivants sont les cas les plus fréquents :
- Tableaux de données : utiliser les modèles préformatés déjà disponibles ou consulter l'aide ;
- Listes à puces : les listes à puces sont créées grâces aux astérisques. Il ne doit pas y avoir de ligne vide entre deux astérisques ;
- Langue : tout changement de langue doit être signalé grâce au modèle {{langue}} ou au paramètrelangue=quand le modèle {{Lien web}} est utilisé dans les références ;
- Alternative textuelle : toute image doit être accompagnée d'une description sommaire (à ne pas confondre avec la légende).

Voir aussi Wikipédia:Atelier accessibilité/Bonnes pratiques.
Nota : ce bandeau ne concerne pas les problèmes d'accessibilité dus aux modèles utilisés.
Navigation
Édition précédente Édition suivante
L'édition 2010 de la Coupe Memorial est présentée du 14 au 23 mai 2010 à Brandon, dans la province du Manitoba. Elle regroupe les champions de chacune des divisions de la Ligue canadienne de hockey, soit la Ligue de hockey junior majeur du Québec (LHJMQ), la Ligue de hockey de l'Ontario (LHO) et la Ligue de hockey de l'Ouest (LHOu).

## Équipes participantes
- Les Wildcats de Moncton représentent la Ligue de hockey junior majeur du Québec.
- Les Spitfires de Windsor représentent la Ligue de hockey de l'Ontario.
- Les Hitmen de Calgary représentent la Ligue de hockey de l'Ouest.
- Les Wheat Kings de Brandon de la LHOu représentent l'équipe hôte.

## Classement de la ronde Préliminaire
| Équipe                 | PJ | V | D | BP | BC |
| ---------------------- | -- | - | - | -- | -- |
| Spitfires de Windsor   | 3  | 3 | 0 | 19 | 8  |
| Hitmen de Calgary      | 3  | 2 | 1 | 12 | 11 |
| Wheat Kings de Brandon | 3  | 1 | 2 | 8  | 14 |
| Wildcats de Moncton    | 3  | 0 | 3 | 7  | 13 |

## Effectifs
Voici la liste des joueurs représentant chaque équipe
| Brandon                      | Brandon                      | Calgary                      | Calgary                      | Windsor                   | Windsor                   | Moncton                  | Moncton                  |
| Entraîneur : Kelly McCrimmon | Entraîneur : Kelly McCrimmon | Entraîneur : Mike Williamson | Entraîneur : Mike Williamson | Entraîneur : Bob Boughner | Entraîneur : Bob Boughner | Entraîneur : Danny Flynn | Entraîneur : Danny Flynn |
| No                           | Nom                          | No                           | Nom                          | No                        | Nom                       | No                       | Nom                      |
| Gardiens                     | Gardiens                     | Gardiens                     | Gardiens                     | Gardiens                  | Gardiens                  | Gardiens                 | Gardiens                 |
| ---------------------------- | ---------------------------- | ---------------------------- | ---------------------------- | ------------------------- | ------------------------- | ------------------------ | ------------------------ |
| 1                            | Jacob De Serres              | 1                            | Michael Snider               | 31                        | Troy Passingham           | 29                       | Nicola Riopel            |
| 35                           | Andrew Hayes                 | 31                           | Martin Jones                 | 33                        | Philipp Grubauer          | 41                       | Shane Owen               |
| Défenseurs                   | Défenseurs                   | Défenseurs                   | Défenseurs                   | Défenseurs                | Défenseurs                | Défenseurs               | Défenseurs               |
| 3                            | Brodie Melnychuk             | 2                            | Ben Wilson                   | 6                         | Ryan Ellis                | 3                        | Brandon Gormley          |
| 4                            | Colby Robak                  | 5                            | Matt MacKenzie               | 8                         | Craig Duininck            | 8                        | Spencer Metcalfe         |
| 7                            | Mark Schneider               | 7                            | Peter Kosterman              | 11                        | Marc Cantin               | 16                       | Patrick Downe            |
| 12                           | Travis Hamonic               | 9                            | Jaynen Rissling              | 24                        | Cam Fowler                | 26                       | Alex MacDonald           |
| 22                           | Jordan Hale                  | 11                           | Zak Stebner                  | 27                        | Saverio Posa              | 40                       | Alex Wall                |
| 26                           | Alexander Urbom              | 17                           | Giffen Nyren                 | 51                        | Mark Cundari              | 44                       | Mark Barberio            |
| 28                           | Darren Bestland              | 27                           | Kyle Aschim                  | 55                        | Harry Young               | 52                       | Simon Jodoin             |
| 32                           | Ryley Miller                 | 28                           | Michael Stone                |                           |                           | 58                       | David Savard             |
| Attaquants                   | Attaquants                   | Attaquants                   | Attaquants                   | Attaquants                | Attaquants                | Attaquants               | Attaquants               |
| 8                            | Brenden Walker               | 10                           | Mikhaïl Fissenko             | 4                         | Taylor Hall               | 4                        | Tyler Howe               |
| 9                            | Brent Raedeke                | 12                           | Justin Kirsch                | 7                         | Adam Wallace              | 14                       | Ted Stephens             |
| 10                           | Brayden Schenn               | 14                           | Jimmy Bubnick                | 10                        | Stephen Johnston          | 15                       | Marek Hrivik             |
| 11                           | Matt Calvert                 | 15                           | Brandon Kozun                | 14                        | Adam Henrique             | 17                       | Randy Cameron            |
| 15                           | Scott Glennie                | 16                           | Cody Sylvester               | 19                        | Zack Kassian              | 18                       | Scott Trask              |
| 16                           | Mark Stone                   | 18                           | Kris Foucault                | 26                        | Kenny Ryan                | 19                       | Allain Saulnier          |
| 17                           | Shayne Wiebe                 | 19                           | Ian Schultz                  | 29                        | Derek Lanoue              | 21                       | Alex Saulnier            |
| 19                           | Jesse Sinatynski             | 22                           | Mackenzie Royer              | 44                        | Justin Shugg              | 23                       | Daniel Pettersson        |
| 20                           | Aaron Lewadniuk              | 23                           | Tyler Fiddler                | 64                        | Greg Nemisz               | 27                       | Scott Brannon            |
| 21                           | Toni Rajala                  | 24                           | Del Cowan                    | 67                        | Eric Wellwood             | 57                       | Nicolas Deschamps        |
| 24                           | Jay Fehr                     | 25                           | Rigby Burgart                | 70                        | James Woodcroft           | 74                       | Gabriel Bourque          |
| 25                           | Paul Ciarelli                | 26                           | Joel Broda                   | 71                        | Dale Mitchell             | 81                       | Olivier D'Aoust          |
| 27                           | Michael Ferland              | 29                           | Tyler Shattock               | 77                        | Scott Timmins             | 90                       | Kelsey Tessier           |
|                              |                              | 32                           | Cody Beach                   |                           |                           | 91                       | Devon MacAusland         |

## Résultats

### Résultats du tournoi à la ronde
Voici les résultats du tournoi à la ronde pour l'édition 2010 :
| 14 mai 2010 | Spitfires de Windsor | 9-3 (5-0, 4-1, 0-2) | Wheat Kings de Brandon | Westman Place 5 381 spectateurs |

| Feuille de match | Feuille de match | Feuille de match             | Feuille de match | Feuille de match |
| ---------------- | --- | ---------------------------- | --- | ---------------- |
|                  | K. Ryan (Z. Kassian, G. Nemisz) - 2 min 1 s S. Timmins (D. Mitchell) - 3 min 25 s A. Henrique (M. Cundari) - 4 min 27 s T. Hall (M. Cundari, A. Henrique) - 4 min 45 s T. Hall (C. Fowler, J. Shugg) - AN 18 min 23 s A. Henrique (J. Shugg) - 21 min 15 s S. Timmins (E. Wellwood, M. Cantin) - 26 min 47 s D. Mitchell (E. Wellwood, S. Timmins) - 34 min 49 s Z. Kassian (G. Nemisz, D. Mitchell) - (AN) 36 min 21 s |                              | 34 min 57 s - A. Lewadniuk (T. Rajala) 40 min 35 s - M. Calvert (B. Schenn, S. Glennie) 53 min 28 s - J. Fehr (A. Lewadniuk, T. Rajala) |                  |
| Philipp Grubauer | Gardiens | Andrew Hayes Jacob De Serres | |                  |
| 13 min           | Pénalités | 17 min                       | |                  |
| 43               | Tirs | 33                           | |                  |

| 15 mai 2010 | Hitmen de Calgary | 5-4 (0-1, 1-2, 4-1) | Wildcats de Moncton | Westman Place 5 123 spectateurs |

| Feuille de match | Feuille de match | Feuille de match | Feuille de match | Feuille de match |
| ---------------- | --- | ---------------- | --- | ---------------- |
|                  | T. Fiddler (D. Cowan) - 38 min 52 s J. Broda (I. Schultz, Z. Stebner) - 43 min 8 s G. Nyren (J. Broda, M. Stone) - AN 54 min 15 s K. Foucault (J. Bubnick, T. Shattock) - 56 min 29 s T. Shattock (J. Bubnick) - 48 min 42 s |                  | 9 min 53 s - D. MacAusland (sans aide) 27 min 42 s - D. Savard (B. Gormley, R. Cameron) 34 min 11 s - A. Saulnier (D. Pettersson, T. Stephens) 48 min 48 s (AN) - A. Saulnier (T. Stephens, D. Savard) |                  |
| Martin Jones     | Gardiens | Nicola Riopel    | |                  |
| 6 min            | Pénalités | 6 min            | |                  |
| 27               | Tirs | 38               | |                  |

| 16 mai 2010 | Wheat Kings de Brandon | 4-0 (1-0, 2-0, 1-0) | Wildcats de Moncton | Westman Place 5 215 spectateurs |

| Feuille de match | Feuille de match | Feuille de match | Feuille de match | Feuille de match |
| ---------------- | --- | ---------------- | ---------------- | ---------------- |
|                  | T. Rajala (A. Lewadniuk, A. Urbom) - 10 min 14 s T. Rajala (B.Melnychuk, J. Fehr) - 28 min 17 s B. Schenn (S. Wiebe, M. Calvert) - AN 32 min 19 s B. Raedeke (S. Wiebe, D. Bestland) - 42 min 24 s |                  | Aucun            |                  |
| Jacob De Serres  | Gardiens | Nicola Riopel    |                  |                  |
| 14 min           | Pénalités | 12 min           |                  |                  |
| 38               | Tirs | 31               |                  |                  |

| 17 mai 2010 | Hitmen de Calgary | 2-6 (0-2, 2-1, 0-3) | Spitfires de Windsor | Westman Place 5 201 spectateurs |

| Feuille de match | Feuille de match                                                                          | Feuille de match | Feuille de match | Feuille de match |
| ---------------- | ----------------------------------------------------------------------------------------- | ---------------- | --- | ---------------- |
|                  | J. Bubnick (K. Foucault, T. Shattock) - 31 min 43 s J. Bubnick (I. Schultz) - 34 min 56 s |                  | 2 min 38 s - D. Mitchell (E. Wellwood) 3 min 55 s AN - T. Hall (C. Fowler) 28 min 15 s - J. Shugg (T. Hall, C. Fowler) 40 min 12 s - T. Hall (sans aide) 56 min 56 s - K. Ryan (G. Nemisz, Z. Kassian) 59 min 19 s (FD) - A. Wallace (S. Johnston) |                  |
| Martin Jones     | Gardiens                                                                                  | Philipp Grubauer | |                  |
| 11 min           | Pénalités                                                                                 | 9 min            | |                  |
| 27               | Tirs                                                                                      | 37               | |                  |

| 18 mai 2010 | Wildcats de Moncton | 3-4 (pr) (1-1, 0-1, 2-1, 0-1) | Spitfires de Windsor | Westman Place 5 160 spectateurs |

| Feuille de match | Feuille de match | Feuille de match | Feuille de match | Feuille de match |
| ---------------- | --- | ---------------- | --- | ---------------- |
|                  | R. Cameron (K. Tessier, B. Gormley) - AN 18 min 36 s S. Brannon (M. Hrivik) - 42 min 32 s B. Gormley (T. Stephens) - 43 min 1 s |                  | 19 min 52 s (AN) - C. Fowler (J. Shugg, R. Ellis) 25 min 9 s - J. Shugg (T. Hall, A. Henrique) 44 min 47 s - S. Johnston (A. Henrique, R. Ellis) 72 min 22 s - E. Wellwood (H. Young, D. Mitchell) |                  |
| Shane Owen       | Gardiens | Philipp Grubauer | |                  |
| 8 min            | Pénalités | 12 min           | |                  |
| 41               | Tirs | 52               | |                  |

| 19 mai 2010 | Wheat Kings de Brandon | 1-5 (1-5, 0-0, 0-0) | Hitmen de Calgary | Westman Place 5 280 spectateurs |

| Feuille de match | Feuille de match                               | Feuille de match | Feuille de match | Feuille de match |
| ---------------- | ---------------------------------------------- | ---------------- | --- | ---------------- |
|                  | J. Fehr (A. Lewadniuk, T. Rajala) - 3 min 44 s |                  | 3 min 15 s - K. Foucault (J. Bubnick) 6 min 36 s - K. Foucault (M. Stone, J. Bubnick) 13 min 47 s - C. Beach (R. Burgart, G. Nyren) 14 min 54 s - J. Bubnick (T. Shattock, K. Foucault) 16 min 50 s - Shattock (K. Foucault, J. Bubnick) |                  |
| Jacob De Serres  | Gardiens                                       | Martin Jones     | |                  |
| 34 min           | Pénalités                                      | 71 min           | |                  |
| 40               | Tirs                                           | 30               | |                  |

### Ronde finale
| 21 mai 2010 | Wheat Kings de Brandon | 5-4 (pr) (0-2, 3-1, 1-1, 1-0) | Hitmen de Calgary | Westman Place 5 235 spectateurs |

| Feuille de match | Feuille de match | Feuille de match | Feuille de match | Feuille de match |
| ---------------- | --- | ---------------- | --- | ---------------- |
|                  | A. Urbom (J. Fehr, T. Rajala) - 21 min 35 s M. Calvert (T. Hamonic, B. Schenn) - 31 min 58 s T. Hamonic (B. Schenn, S. Glennie) - AN 39 min 49 s Robak (B. Schenn, S. Glennie) - (AN) 45 min 9 s J. Fehr (T. Rajala, T. Hamonic) - 63 min 16 s |                  | 15 min 34 s - J. Broda (B. Kozun, M. Stone) 15 min 43 s - I. Schultz (T. Fiddler, C. Sylvester) 29 min 43 s (IN) - Fiddler (T. Shattock) 54 min 48 s - M. Fisenko (Kozun, Wilson) |                  |
| Jacob De Serres  | Gardiens | Martin Jones     | |                  |
| 4 min            | Pénalités | 10 min           | |                  |
| 48               | Tirs | 29               | |                  |

| 23 mai 2010 | Wheat Kings de Brandon | 1-9 (0-2, 1-4, 0-3) | Spitfires de Windsor | Westman Place 5 609 spectateurs |

| Feuille de match | Feuille de match                                    | Feuille de match | Feuille de match | Feuille de match |
| ---------------- | --------------------------------------------------- | ---------------- | --- | ---------------- |
|                  | M. Calvert (S. Glennie, B. Schenn) - AN 28 min 16 s |                  | 6 min 34 s - A. Henrique (R. Ellis, T. Hall) 19 min 27 s - E. Wellwood (S. Timmins, C. Fowler) 24 min 34 s (AN) - T. Hall (A. Henrique, R. Ellis) 28 min 56 s - G. Nemisz (Z. Kassian, K. Ryan) 31 min 36 s - M. Cantin (J. Shugg, M. Cundari) 36 min 52 s - C.Fowler (R. Ellis, G. Nemisz) 45 min 42 s - Z. Kassian (K. Ryan) 49 min 44 s - A. Henrique (T. Hall, J. Shugg) 55 min 40 s - D. Mitchell (S. Timmins, E. Wellwood) |                  |
| Jacob De Serres  | Gardiens                                            | Philipp Grubauer | |                  |
| 10 min           | Pénalités                                           | 14 min           | |                  |
| 28               | Tirs                                                | 52               | |                  |

## Meilleurs pointeurs
| Joueur         | Équipe  | PJ | B | A | Pts | Pun |
| -------------- | ------- | -- | - | - | --- | --- |
| Taylor Hall    | Windsor | 4  | 5 | 4 | 9   | 2   |
| Adam Henrique  | Windsor | 4  | 4 | 4 | 8   | 4   |
| Jimmy Bubnick  | Calgary | 4  | 3 | 5 | 8   | 0   |
| Tyler Shattock | Calgary | 4  | 2 | 5 | 7   | 0   |
| Justin Shugg   | Windsor | 4  | 2 | 5 | 7   | 2   |
| Toni Rajala    | Brandon | 5  | 2 | 5 | 7   | 0   |
| Kris Foucault  | Calgary | 4  | 3 | 3 | 6   | 0   |
| Dale Mitchell  | Windsor | 4  | 3 | 3 | 6   | 2   |
| Cam Fowler     | Windsor | 4  | 2 | 4 | 6   | 0   |
| Eric Wellwood  | Windsor | 4  | 2 | 4 | 6   | 0   |
| Brayden Schenn | Brandon | 5  | 1 | 5 | 6   | 4   |

### Meilleurs gardiens
| Joueur           | Équipe  | PJ | V | D | DP | Bl | Moy  | %Arr   |
| ---------------- | ------- | -- | - | - | -- | -- | ---- | ------ |
| Philipp Grubauer | Windsor | 4  | 4 | 0 | 0  | 0  | 2,14 | 93,0 % |
| Shane Owen       | Moncton | 1  | 0 | 0 | 1  | 0  | 3,32 | 92,3 % |
| Martin Jones     | Calgary | 4  | 2 | 1 | 1  | 0  | 3,71 | 90,7 % |
| Nicola Riopel    | Moncton | 2  | 0 | 2 | 0  | 0  | 4,54 | 86,2 % |
| Jacob De Serres  | Brandon | 5  | 2 | 2 | 0  | 1  | 4,66 | 86,4 % |

## Honneurs individuels
- Trophée Stafford-Smythe (meilleur joueur) : Taylor Hall, Spitfires de Windsor
- Trophée George-Parsons (meilleur esprit sportif) : Toni Rajala, Wheat Kings de Brandon
- Trophée Hap-Emms (meilleur gardien) : Martin Jones, Hitmen de Calgary
- Trophée Ed-Chynoweth (meilleur buteur) : Taylor Hall, Spitfires de Windsor

Équipe d'étoiles :
- Gardien : Martin Jones (Hitmen de Calgary).
- Défenseurs : Travis Hamonic (Wheat Kings de Brandon) et Cam Fowler (Spitfires de Windsor).
- Attaquants : Taylor Hall (Spitfires de Windsor), Jimmy Bubnick (Hitmen de Calgary) et Matt Calvert (Wheat Kings de Brandon).